# Hellanodiken
Die Hellanodiken (altgriechisch Ἑλλανοδίκαι Hellanodikai, deutsch ‚Hellenenrichter‘) waren Kampfrichter bei den Olympischen Spielen der Antike. Ihr Name verdeutlichte, dass alle Griechen berechtigt waren, an den Spielen teilzunehmen. Hellanodiken gab es auch bei den Spielen von Nemea und im Asklepiosheiligtum von Epidauros. Ferner ist die Bezeichnung für ein Richteramt in Sparta bezeugt.

## Auswahl
Die Hellanodiken der Olympischen Spiele gehörten zur Aristokratie von Elis. Sie wurden zehn Monate vor Beginn des Wettkampfes per Los ermittelt. In der folgenden Zeit studierten sie die Regeln und wurden gründlich ausgebildet. In der früheren Zeit war es den Hellanodiken erlaubt, selbst an den Spielen teilzunehmen. Gab es ursprünglich nur einen oder zwei Hellanodiken, wurde ihre Zahl im 4. Jahrhundert v. Chr. auf zehn (zeitweilig auf zwölf) erhöht. Hellanodiken mussten spezielle Qualitäten vorweisen können. Die Fähigkeit, unparteiisch, fair und unbestechlich zu sein, war Voraussetzung. Gelegentlich tauchten trotzdem Gerüchte über die Bestechlichkeit einzelner Kampfrichter auf. Solche Verfehlungen wurden mit Bußgeldern geahndet. Aus diesen Einnahmen errichtete man weitere Zeusstatuen.

## Aufgaben
Die Anreisefrist für teilnehmende Sportler lag bei 30 Tagen vor Start des Festes. In diesem Zeitraum prüften die Hellanodiken die Tauglichkeit der Sportler, indem sie deren öffentliches Training beobachteten, und trafen die Einteilung der Sportler in Altersklassen (Knaben und Männer). Weil es keine Geburtsnachweise gab, nahmen sie dies nach Augenschein vor. Weiterhin achteten die Hellanodiken auf die Einhaltung der Hygienevorschriften und Regeln während der Wettkämpfe. Es war ihnen freigestellt, bei Regelverstößen körperliche Züchtigungen vorzunehmen oder auch Sportler zu disqualifizieren. Für die auszuübende Bestrafung von Frühstartern bei den Laufdisziplinen waren die so genannten „Peitschenträger“ zuständig.

## Namentlich bekannte Helladoniken
- Archias, Mitte des 4. Jahrhunderts v. Chr.[5]